# На каву до Львова
На ка́ву до Льво́ва (англ. Lviv Coffee Festival) — щорічне міське свято кави, що відбувається у Львові з презентацією усього найкращого, що є у каві й до кави. Затишні кав'ярні пропонують надзвичайно великий вибір смачних кавових ласощів і кожного року восени за допомогою усіх кавоманів, що відвідують найароматніше свято обирається найсмачніша з них. Ця подія стала головною кавовою подією України!

## Про Свято
Під час Свята «На каву до Львова» проходить конкурс з метою визначення найкращої кав’ярні міста.
Голосування з визначення найкращої кав’ярні відбувається у трьох формах:
- Перша — за допомогою бюлетенів, які відвідувачі кидатимуть в спеціальні урни, розташовані в дні свята у кав'ярнях-учасницях. Вага цієї форми голосування у сумарному результаті — 50%.
- Віддати свій голос можна буде і за допомогою Інтернет-голосування на сайті Свята www.coffeefest.lviv.ua [Архівовано 28 жовтня 2012 у Wayback Machine.]. Вага цієї форми у сумарному результаті — 30%.
- Вибір кавових Короля та Королеви — кав’ярні-учасниці Кавового туру зустрічають делегацію Короля та Королеви та обслуговують їх на найвищому рівні, презентуючи свій заклад як найкращий у Львові. Пройшовши весь тур по кожній з кав'ярень Король та Королева дають свою оцінку, яка випливає на загальне голосування (20% сумарного результату).

Метою Свята є проведення розважального заходу, орієнтованого як на туристів, так і на львів'ян. Підняття рівня культури споживання кави, підтримка іміджу Львова як східноєвропейської столиці кави, яка має давні традиції споживання цього напою.

## На каву до Львова 2009
III Міське свято «На каву до Львова» відбувалося у дворику на площі Ринок з 25 по 27 вересня 2009 р. Близько 15 000 львів'ян та гостей міста відвідало цю подію. Тут можна було спробувати десятки видів кави, приготовленої львівськими майстрами за найрізноманітнішими рецептами. 2885 голосів було віддано в інтернет-голосуванні та 7423 бюлетені було вкинуто в урни під час голосування протягом кавового туру. Переможці, відповідно, — «Золотий дукат» та «Світ кави». Під час свята Мальтійська служба допомоги зібрала пожертв на суму 815 грн, яка була скерована для допомоги дітям в інтернатах.

## На каву до Львова 2010
24–26 вересня 2010 року вчетверте Львів зібрав львів'ян та гостей міста «На каву до Львова»!
Протягом трьох днів IV Свята «На каву до Львова» кожен гість міг відвідати кав'ярні, які стали учасниками кавового туру, скуштувати «святкову» каву та віддати свій голос за найулюбленіший «кавовий» заклад. У 2010 році свято розширилось за межі дворика Ратуші й зайняло ще й північну сторону площі Ринок, де було влаштовано Кавовий ярмарок та встановлено урочисті кавові арки з екранами. В рамках свята у дворику Ратуші учасники представили найширший вибір кави, кавових коктейлів та десертів до кави. До кави у дворику Ратуші було представлено програму, що складалась з вишуканої музики від «Віртуозів Львова», Павла Табакова та «Vito Orchestra», театральної вистави «Целофан» та вечірніх кавових кінопоказів.
В рамках фестивалю відбулась битва між найкращими баристами кожного закладу-учасника. Журі складалось з експертів майстерності бариста, а очолював журі гість фестивалю — бариста світового рівня Луїджі Луппі.
За чотири роки проведення свято вже набуло свого стилю — коли окрім вечірньої програми у подвір'ї Ратуші, відбулося щорічне голосування за найкращу кав'ярню Львова, а 25 та 26 вересня «Кавові» Король та Королева відправились в кавовий тур, щоб обрати «найкавовіший» заклад міста. У 2010 році окрім основної номінації «Найкраща кав'ярня» було запропоновано ще три: «… і до кави», «Кавова легенда Львова», «Відкриття року».

## На каву до Львова 2011
Ювілейне V Свято «На каву до Львова» відбулося 23–25 вересня на північній стороні площі Ринок та зберегло свої традиційні складові, такі як:
- Кавовий ярмарок на площі Ринок
- Кавовий тур Короля і Королеви
- Голосування за найкращу каву в улюбленій кав'ярні
- Номінації «Кава і до кави», «Кав'ярня — відкриття року», а також «Кавова легенда Львова»
- Газета «На каву до Львова»

Програма свята також набула нових подій:
- Західноукраїнський чемпіонат бариста-2011 (Відбірковий чемпіонат перед UBC, Ukraine Barista Championship 2011–2012, що відбудеться у Києві). До участі у чемпіонаті збираються найкращі бариста зі Львова та західного регіону України, зокрема представники кав'ярень, що беруть участь у святі. Патронат чемпіонату — SCAE в Україні (Український підрозділ Speciality Coffee Association of Europe).

## На каву до Львова 2015
IX Міське свято «На каву до Львова» відбулося 25–27 вересня на північній стороні площі Ринок.

## На каву до Львова 2016
Ювілейне X Міське свято «На каву до Львова» відбулося 22-25 вересня на проспекті Свободи, а також на пл. Музейній, де, у рамках Свята, вперше відбувся міський день еклерів.
У рамках Свята обрали Найкращу кав'ярню міста. Найголовнішими критеріями відбору були якість кави та обслуговування відвідувачів, атмосфера та інтер'єр створений у самому закладі, тобто усе, те, що робить кав'ярню особливою. Команда кожної з кав'ярень гордо презентує все те, чим пишається. Бути найкращою кав'ярнею у місті, де люблять та живуть кавою — це честь та виклик. Цього разу за звання «Найкраща кав'ярня 2016 року» змагалися: «Домініканес», Джезва і Мангал «Бахчисарай», Black Honey, ресторація «Атляс», кав'ярня «Штука», кав'ярня-музей «Фіксаж», Світ кави на Ринку, кондитерська «Лігумінка» та Rocket espresso. У результаті проведеного Інтернет-голосування було обрано найкращу кав'ярню і нею стала кав'ярня «Вірменка».
Ще у рамках Свята відбулася серія чемпіонатів Kulchytsky Coffee Cup (Кубок кави ім. Юрія Кульчицького) — це з помелу кави, «кавової пам'яті», бариста. У чемпіонаті з помелу кави «Grind & Brew Ukraine» перемогу здобула киянка Олена Хмелик. На чемпіонаті з альтернативного каптестингу або «кавової пам'яті» перемогу виборов гість з Молдови Макрій Діоніс. У чемпіонаті бариста переміг львів'янин, власник мережі кав'ярень «Kredens Cafe», Арсен Шлапак.
У рамках заходу відбулась КаваEXPO — презентація обладнання та аксесуарів від провідних виробників кавового обладнання, зокрема, Топер Україна, компанія «Технолог», ТМ «Світ Кави», Best friend of barista, 25 Coffee Roasters, Barista Box, NUARE.
Вперше у рамках Свята кави відбувся І-й міський день еклерів. Організатори влаштували справжній еклерний рай на сцені, що була встановлена площі Музейній між міським Музеєм історії релігії та «Львівською свічковою мануфактурою». 24 вересня було презентовано піраміду з еклерів, якими потім пригостили усіх охочих. 25 вересня відбувся конкурс на найкращий еклер Львова, у якому перемогу здобула львів'янка Наталя Ареф'єва.
Традиційно в рамках Свята відбулася й Кавова ВелоМИЛЯ. Сотні велофанів та кавоманів, які розпочали свій суботній ранок на площі Музейній з горнятка кави, а потім, за звичним маршрутом, вирушили у веломандрівку старовинними вуличками міста Лева, яка тривала 1,5 години та завершилася на проспекті Свободи.
За даними Львівської міської ради, були заброньовані майже всі готельні номери. Загалом за 4 дні фестиваль відвідали близько 150 000 львів'ян та гостей міста.